# 우사마 멜룰리
우사마 멜룰리(아랍어: أسامة الملولي, 프랑스어: Oussama Mellouli, 1984년 2월 16일~)는 튀니지의 수영 선수로 주 종목은 자유형과 개인혼영, 오픈 워터 스위밍이다. 3번의 올림픽에서 금메달 2개, 동메달 1개를 획득했으며, 4개의 아프리카 기록을 보유하고 있다.